# Fabião das Queimadas
Fabião Hermenegildo Ferreira da Rocha (Santa Cruz, 1848 - Santa Cruz, 1928) foi poeta, rabequeiro, cantador e instrumentista.

## Biografia
Nasceu escravizado na fazenda Queimadas, no então território do município de Santa Cruz. Trabalhou na agricultura nas terras onde nasceu e juntou dinheiro para comprar uma rabeca, que o acompanharia nas apresentações em vaquejadas e salões da aristocracia, o que o permitiram juntar dinheiro para comprar a própria alforria e de sua mãe e de uma sobrinha, com que viria a se casar.
Começou a cantar na infância, durante os trabalhos na roça. Comprou seu instrumento aos 15 anos e, com incentivo do seu proprietário, o major José Ferreira, começou a cantar e tocar nas casas da aristocracia.
Fabião estabeleceu-se como pequeno proprietário rural na localidade Riacho Fundo, território do atual município de Barcelona, onde criou seus quinze filhos.

## Obra
Segundo Câmara Cascudo, Fabião era analfabeto e, depois de criar o poema, o repetia de forma mecânica, sem tropeços e raramente fazia improvisações. Também não costumava recusar convites para cantorias em festas de vaquejada, casamentos e batizados. Tocava exclusivamente rabeca.
Deífilo Gurgel estima que Fabião teria composto de quinze a vinte romances, como o "Romance da Vaca Lisa Vermelha", "Romance do Boi de Piranha", "Romance do Cavalo Moleque Fogoso".
Durante as celebrações dos 400 anos da cidade de Natal, teve seu "Romance do boi da mão de pau" recriado por Antônio Nóbrega e Ariano Suassuna e gravado no CD Nação Potiguar.